# Berta Pichl
Berta Pichl (* 1. September 1890 in Asch, Königreich Böhmen; † 2. Februar 1966 in Wien) war eine österreichische Politikerin (CSP) und Lehrerin.

## Leben
Nach dem Besuch der Volks- und Bürgerschule besuchte Berta Pichl eine Lehrerinnenbildungsanstalt in Cheb. Kurze Zeit unterrichtete sie als Lehrerin an der Volksschule in Osek und an einer Mädchenschule in Bílina. Im Anschluss daran, um 1910, kam sie nach Wien, wo sie an der Universität Wien Pädagogik studierte. Nach ihrer Promotion, im Jahr 1915, arbeitete sie ab 1917 als Lehrerin in Wien. 1923 wurde sie Direktorin der Sozialen Frauenschule in Wien, eine Funktion, die sie zunächst bis 1937 innehatte.
Im Dezember 1920 zog Berta Pichl als Abgeordnete der CSP in den Bundesrat an, dem sie rund 14 Jahre lang, bis Mai 1934 angehören sollte. Berta Pichl war eine der wenigen Rednerinnen auf Parteitagen ihrer Fraktion. Politisch war sie eine frühe Anhängerin der Meinung, dass auch Frauen berufstätig sein sollten. Andererseits zählte sie auch zum deutschnationalen Lager der CSP. So sprach sie sich 1919 gegen die Abtrennung Böhmen und Mährens von Österreich aus, förderte expliziert deutsche Künstler und forderte 1921 auf, Arthur Schnitzlers Reigen nicht zu zeigen, vor allem wegen Schnitzlers jüdischer Abstammung.
Während der NS-Zeit wurde sie im August 1944 aus nicht näher bekannten Gründen von der Geheimen Staatspolizei erkennungsdienstlich erfasst.
1945 wurde sie erneut Direktorin der Sozialen Frauenschule; sie blieb es bis 1957.